# 司怪增三
獵戶座57，又名BD+19 1126，HD 39698、SAO 94986、HR 2052，是獵戶座的一颗恒星，视星等为5.92，位于銀經188.98，銀緯-2.88，其B1900.0坐标为赤經5h 49m 1.4s，赤緯+19° -2.88′ 49″。